# Verein für Leibesübungen Bochum 1848 2008-2009
Questa voce raccoglie le informazioni riguardanti il Verein für Leibesübungen Bochum 1848 nelle competizioni ufficiali della stagione 2008-2009.

## Stagione
Nella stagione 2008-2009 il Bochum, allenato da Marcel Koller, concluse il campionato di Bundesliga al 14º posto. In Coppa di Germania il Bochum fu eliminato al secondo turno dall'Amburgo.

## Rosa
| N. |                       | Ruolo | Calciatore              |
| -- | --------------------- | ----- | ----------------------- |
| 1  | Portogallo (bandiera) | P     | Daniel Márcio Fernandes |
| 32 | Germania (bandiera)   | P     | Philipp Heerwagen       |
| 27 | Germania (bandiera)   | P     | Andreas Lengsfeld       |
| 31 | Germania (bandiera)   | P     | Rene Renno              |
| 24 | Germania (bandiera)   | D     | Philipp Bönig           |
| 2  | Svezia (bandiera)     | D     | Matias Concha           |
| 30 | Germania (bandiera)   | D     | Patrick Fabian          |
| 6  | Austria (bandiera)    | D     | Christian Fuchs         |
| 4  | Germania (bandiera)   | D     | Marcel Maltritz         |
| 20 | Albania (bandiera)    | D     | Mërgim Mavraj           |
| 21 | Francia (bandiera)    | D     | Marc Pfertzel           |
| 25 | Algeria (bandiera)    | D     | Anthar Yahia            |
| 22 | Germania (bandiera)   | C     | Mimoun Azaouagh         |
| 5  | Germania (bandiera)   | C     | Christoph Dabrowski     |
|    | Germania (bandiera)   | C     | Jürgen Duah             |
| 10 | Camerun (bandiera)    | C     | Joël Epalle             |

| N. |                       | Ruolo | Calciatore       |
| -- | --------------------- | ----- | ---------------- |
| 7  | Germania (bandiera)   | C     | Paul Freier      |
| 19 | Germania (bandiera)   | C     | Dennis Grote     |
| 29 | Germania (bandiera)   | C     | Dilaver Güçlü    |
| 15 | Canada (bandiera)     | C     | Daniel Imhof     |
| 23 | Giappone (bandiera)   | C     | Shinji Ono       |
| 26 | Kazakistan (bandiera) | C     | Genrïx Şmïdtgal' |
| 18 | Germania (bandiera)   | C     | Oliver Schröder  |
| 40 | Germania (bandiera)   | C     | Kevin Vogt       |
| 28 | Germania (bandiera)   | C     | David Zajas      |
| 37 | Germania (bandiera)   | A     | Sami El-Nounou   |
| 16 | Iran (bandiera)       | A     | Vahid Hashemian  |
| 17 | Turchia (bandiera)    | A     | Sinan Kaloğlu    |
| 14 | Argentina (bandiera)  | A     | Diego Klimowicz  |
| 11 | Polonia (bandiera)    | A     | Marcin Mięciel   |
| 29 | Germania (bandiera)   | A     | Roman Prokoph    |
| 9  | Slovacchia (bandiera) | A     | Stanislav Šesták |

## Organigramma societario
Area tecnica
- Allenatore: Marcel Koller
- Allenatore in seconda: Frank Heinemann
- Preparatore dei portieri: Peter Greiber
- Preparatori atletici:

## Risultati

### Bundesliga

#### Girone di andata
| Arbitro: | Weiner |

|             |           |  |
| Eichner 30’ | Marcatori |  |

| Arbitro: | Kempter |

|                          |           |                      |
| Šesták 12’ Dabrowski 50’ | Marcatori | 52’ Costa 69’ Sağlık |

| Arbitro: | Stark |

|                |           |  |
| Westermann 35’ | Marcatori |  |

| Arbitro: | Gagelmann |

|                          |           |  |
| Mięciel 22’ Pfertzel 26’ | Marcatori |  |

| Arbitro: | Meyer |

|              |           |           |
| Sørensen 13’ | Marcatori | 48’ Yahia |

| Arbitro: | Drees |

|                        |           |                                 |
| Šesták 79’ Kaloğlu 80’ | Marcatori | 6’ Vidal 21’ Augusto 60’ Helmes |

| Arbitro: | Rafati |

|                             |           |                                     |
| Buyten 15’ Roberto 45’, 68’ | Marcatori | 29’ Kaloğlu 84’ Dabrowski 85’ Grote |

| Arbitro: | Fleischer |

|                           |           |                        |
| Dabrowski 55’ Kaloğlu 78’ | Marcatori | 30’ Gohouri 80’ Kleine |

| Arbitro: | Gräfe |

|                |           |  |
| Gómez 80’, 82’ | Marcatori |  |

| Arbitro: | Gagelmann |

|          |           |                                        |
| Grote 2’ | Marcatori | 65’ Ba 70’ (rig.) Ibišević 71’ Eduardo |

| Arbitro: | Kircher |

|           |           |            |
| Zidan 44’ | Marcatori | 27’ Zdebel |

| Bochum 8 novembre 2008, ore 15:30 CET 12ª giornata | Bochum  | 0 – 0 referto | Werder Brema | Rewirpowerstadion (27 237 spett.)\| Arbitro: \| Aytekin \| |
| Arbitro:                                           | Aytekin |               |              |                                                            |

| Arbitro: | Kempter |

|                 |           |                       |
| Schlaudraff 62’ | Marcatori | 66’ (aut.) Fromlowitz |

| Arbitro: | Weiner |

|                        |           |                                  |
| Šesták 50’ Mięciel 73’ | Marcatori | 24’ Raffael 32’ Kačar 39’ Cícero |

| Arbitro: | Brych |

|            |           |          |
| Šesták 39’ | Marcatori | 70’ Olić |

| Arbitro: | Schmidt |

|                                                      |           |  |
| Lymperopoulos 7’ (rig.), 42’ Steinhöfer 62’ Russ 64’ | Marcatori |  |

| Arbitro: | Drees |

|               |           |                         |
| Dabrowski 58’ | Marcatori | 44’ McKenna 87’ Ishiaku |

#### Girone di ritorno
| Arbitro: | Sippel |

|                         |           |  |
| Fuchs 27’ Klimowicz 65’ | Marcatori |  |

| Arbitro: | Aytekin |

|                |           |  |
| Džeko 21’, 85’ | Marcatori |  |

| Arbitro: | Kircher |

|                            |           |             |
| Azaouagh 44’ Dabrowski 57’ | Marcatori | 18’ Kurányi |

| Arbitro: | Wagner |

|               |           |               |
| Mijatović 82’ | Marcatori | 30’ Klimowicz |

| Arbitro: | Schmidt |

|                                          |           |                   |
| Epalle 12’ Fuchs 54’ Pfertzel 79’ (rig.) | Marcatori | 2’ Iliev 50’ Jula |

| Arbitro: | Stark |

|                   |           |               |
| Helmes 66’ (rig.) | Marcatori | 32’ Dabrowski |

| Arbitro: | Weiner |

|  |           |                                     |
|  | Marcatori | 32’ Roberto 60’ Lahm 90’ Demichelis |

| Arbitro: | Gräfe |

|  |           |           |
|  | Marcatori | 29’ Grote |

| Arbitro: | Fleischer |

|            |           |                     |
| Epalle 48’ | Marcatori | 58’ Cacau 89’ Taşçı |

| Arbitro: | Rafati |

|  |           |                      |
|  | Marcatori | 42’, 55’, 69’ Šesták |

| Arbitro: | Sippel |

|  |           |                          |
|  | Marcatori | 11’ Owomoyela 54’ Valdez |

| Arbitro: | Perl |

|                                 |           |                 |
| Almeida 54’ Naldo 70’ Diego 79’ | Marcatori | 16’, 44’ Šesták |

| Arbitro: | Kircher |

|  |           |                           |
|  | Marcatori | 12’ Bruggink 32’ Balitsch |

| Arbitro: | Fleischer |

|                          |           |  |
| Pantelić 39’ Raffael 50’ | Marcatori |  |

| Arbitro: | Stark |

|                            |           |            |
| Guerrero 15’ Olić 33’, 58’ | Marcatori | 71’ Freier |

| Arbitro: | Brych |

|                             |           |  |
| Hashemian 26’ Klimowicz 72’ | Marcatori |  |

| Arbitro: | Gagelmann |

|                  |           |               |
| Yahia 24’ (aut.) | Marcatori | 18’ Klimowicz |

### Coppa di Germania
| Arbitro: | Gagelmann |

|                                                        |                      |                                                    |
| Özkara Wissing Ivičević Loose Lauretta Talarek Remmert | Tiri di rigore 5 – 6 | Maltritz Šesták Pfertzel Ono Hashemian Fuchs Yahia |

| Arbitro: | Sippel |

|                |           |  |
| Petrić 9’, 90’ | Marcatori |  |

## Statistiche

### Statistiche di squadra
| Competizione      | Punti | In casa | In casa | In casa | In casa | In casa | In casa | In trasferta | In trasferta | In trasferta | In trasferta | In trasferta | In trasferta | Totale | Totale | Totale | Totale | Totale | Totale | DR  |
| Competizione      | Punti | G       | V       | N       | P       | Gf      | Gs      | G            | V            | N            | P            | Gf           | Gs           | G      | V      | N      | P      | Gf     | Gs     | DR  |
| ----------------- | ----- | ------- | ------- | ------- | ------- | ------- | ------- | ------------ | ------------ | ------------ | ------------ | ------------ | ------------ | ------ | ------ | ------ | ------ | ------ | ------ | --- |
| Bundesliga        | 32    | 17      | 5       | 4       | 8       | 23      | 28      | 17           | 2            | 7            | 8            | 16           | 27           | 34     | 7      | 11     | 16     | 39     | 55     | -16 |
| Coppa di Germania | -     | 0       | 0       | 0       | 0       | 0       | 0       | 2            | 0            | 1            | 1            | 0            | 2            | 2      | 0      | 1      | 1      | 0      | 2      | -2  |
| Totale            | -     | 17      | 5       | 4       | 8       | 23      | 28      | 19           | 2            | 8            | 9            | 16           | 29           | 36     | 7      | 12     | 17     | 39     | 57     | -18 |

### Andamento in campionato
| Giornata  | 1  | 2  | 3  | 4  | 5  | 6  | 7  | 8  | 9  | 10 | 11 | 12 | 13 | 14 | 15 | 16 | 17 | 18 | 19 | 20 | 21 | 22 | 23 | 24 | 25 | 26 | 27 | 28 | 29 | 30 | 31 | 32 | 33 | 34 |
| --------- | -- | -- | -- | -- | -- | -- | -- | -- | -- | -- | -- | -- | -- | -- | -- | -- | -- | -- | -- | -- | -- | -- | -- | -- | -- | -- | -- | -- | -- | -- | -- | -- | -- | -- |
| Luogo     | T  | C  | T  | C  | T  | C  | T  | C  | T  | C  | T  | C  | T  | C  | C  | T  | C  | C  | T  | C  | T  | C  | T  | C  | T  | C  | T  | C  | T  | C  | T  | T  | C  | T  |
| Risultato | P  | N  | P  | V  | N  | P  | N  | N  | P  | P  | N  | N  | N  | P  | N  | P  | P  | V  | P  | V  | N  | V  | N  | P  | V  | P  | V  | P  | P  | P  | P  | P  | V  | N  |
| Posizione | 14 | 13 | 16 | 12 | 11 | 16 | 14 | 14 | 15 | 16 | 15 | 16 | 15 | 16 | 16 | 17 | 17 | 15 | 17 | 15 | 16 | 14 | 14 | 15 | 14 | 14 | 14 | 14 | 14 | 14 | 14 | 15 | 14 | 14 |

Legenda:

Luogo: C = Casa; T = Trasferta. Risultato: V = Vittoria; N = Pareggio; P = Sconfitta.

### Statistiche dei giocatori
| Giocatore    | Bundesliga | Bundesliga | Bundesliga  | Bundesliga | Coppa di Germania | Coppa di Germania | Coppa di Germania | Coppa di Germania | Totale   | Totale | Totale      | Totale     |
| Giocatore    | Presenze   | Reti       | Ammonizioni | Espulsioni | Presenze          | Reti              | Ammonizioni       | Espulsioni        | Presenze | Reti   | Ammonizioni | Espulsioni |
| ------------ | ---------- | ---------- | ----------- | ---------- | ----------------- | ----------------- | ----------------- | ----------------- | -------- | ------ | ----------- | ---------- |
| D. Fernandes | 31         | 0          | 2           | 1          | 2                 | 0                 | 0                 | 0                 | 33       | 0      | 2           | 1          |
| P. Heerwagen | 3          | 0          | 0           | 0          | -                 | -                 | -                 | -                 | 3        | 0      | 0           | 0          |
| A. Lengsfeld | -          | -          | -           | -          | -                 | -                 | -                 | -                 | -        | -      | -           | -          |
| R. Renno     | 1          | 0          | 0           | 0          | -                 | -                 | -                 | -                 | 1        | 0      | 0           | 0          |
| P. Bönig     | 18         | 0          | 4           | 0          | 1                 | 0                 | 0                 | 0                 | 19       | 0      | 4           | 0          |
| M. Concha    | 15         | 0          | 0           | 0          | -                 | -                 | -                 | -                 | 15       | 0      | 0           | 0          |
| P. Fabian    | 5          | 0          | 1           | 0          | -                 | -                 | -                 | -                 | 5        | 0      | 1           | 0          |
| C. Fuchs     | 22         | 2          | 4           | 1          | 2                 | 0                 | 0                 | 0                 | 24       | 2      | 4           | 1          |
| M. Maltritz  | 28         | 0          | 3           | 0          | 2                 | 0                 | 0                 | 0                 | 30       | 0      | 3           | 0          |
| M. Mavraj    | 23         | 0          | 5           | 1          | -                 | -                 | -                 | -                 | 23       | 0      | 5           | 1          |
| M. Pfertzel  | 27         | 2          | 4           | 1          | 2                 | 0                 | 0                 | 0                 | 29       | 2      | 4           | 1          |
| A. Yahia     | 24         | 1          | 2           | 1          | 2                 | 0                 | 0                 | 0                 | 26       | 1      | 2           | 1          |
| M. Azaouagh  | 30         | 1          | 7           | 0          | 2                 | 0                 | 1                 | 0                 | 32       | 1      | 8           | 0          |
| C. Dabrowski | 31         | 6          | 9           | 1          | 1                 | 0                 | 0                 | 0                 | 32       | 6      | 9           | 1          |
| J. Duah      | -          | -          | -           | -          | -                 | -                 | -                 | -                 | -        | -      | -           | -          |
| J. Epalle    | 22         | 2          | 1           | 0          | -                 | -                 | -                 | -                 | 22       | 2      | 1           | 0          |
| P. Freier    | 28         | 1          | 9           | 0          | 1                 | 0                 | 1                 | 0                 | 29       | 1      | 10          | 0          |
| D. Grote     | 20         | 3          | 1           | 0          | 1                 | 0                 | 0                 | 0                 | 21       | 3      | 1           | 0          |
| D. Güçlü     | -          | -          | -           | -          | -                 | -                 | -                 | -                 | -        | -      | -           | -          |
| D. Imhof     | 24         | 0          | 2           | 0          | 1                 | 0                 | 0                 | 0                 | 25       | 0      | 2           | 0          |
| S. Ono       | 8          | 0          | 1           | 0          | 2                 | 0                 | 1                 | 0                 | 10       | 0      | 2           | 0          |
| H. Şmïdtgal' | -          | -          | -           | -          | -                 | -                 | -                 | -                 | -        | -      | -           | -          |
| O. Schröder  | 13         | 0          | 1           | 0          | -                 | -                 | -                 | -                 | 13       | 0      | 1           | 0          |
| K. Vogt      | 1          | 0          | 0           | 0          | -                 | -                 | -                 | -                 | 1        | 0      | 0           | 0          |
| D. Zajas     | -          | -          | -           | -          | -                 | -                 | -                 | -                 | -        | -      | -           | -          |
| S. El-Nounou | -          | -          | -           | -          | -                 | -                 | -                 | -                 | -        | -      | -           | -          |
| V. Hashemian | 16         | 1          | 3           | 0          | 2                 | 0                 | 0                 | 0                 | 18       | 1      | 3           | 0          |
| S. Kaloğlu   | 18         | 3          | 3           | 0          | 1                 | 0                 | 0                 | 0                 | 19       | 3      | 3           | 0          |
| D. Klimowicz | 11         | 4          | 2           | 1          | -                 | -                 | -                 | -                 | 11       | 4      | 2           | 1          |
| M. Mięciel   | 12         | 2          | 0           | 0          | 2                 | 0                 | 0                 | 0                 | 14       | 2      | 0           | 0          |
| R. Prokoph   | -          | -          | -           | -          | -                 | -                 | -                 | -                 | -        | -      | -           | -          |
| S. Šesták    | 24         | 9          | 7           | 0          | 2                 | 0                 | 0                 | 0                 | 26       | 9      | 7           | 0          |
| D. Fuchs     | 1          | 0          | 0           | 0          | -                 | -                 | -                 | -                 | 1        | 0      | 0           | 0          |
| T. Zdebel    | 12         | 1          | 4           | 0          | 2                 | 0                 | 0                 | 0                 | 14       | 1      | 4           | 0          |